# Cesar Millan
Cesar Millan, (ur. jako César Millán Favela 27 sierpnia 1969) – pochodzący z Meksyku amerykański behawiorysta psów. Jako samouk psychologii psów znany jest ze swojego serialu Zaklinacz psów (ang. The Dog Whisperer with Cesar Millan), który był wyświetlany w ponad 80 krajach. Znany również jako główny bohater serialu Cesar Millan na ratunek.

## Wczesne życie
Choć urodził się w meksykańskim mieście Culiacan, dużą część dzieciństwa spędził na ranczu jego dziadka, gdzie zyskał przydomek El perrero z powodu fascynacji żyjącymi tam psami. 23 grudnia 1990 roku, w wieku 21 lat przekroczył nielegalnie granicę amerykańsko-meksykańską i wyemigrował do Los Angeles zamierzając zostać trenerem psów w Hollywood. Początkowo nie udawało mu się znaleźć pracy, nie znał języka angielskiego, był bezdomny, a spał pod wiaduktem. W 1994 roku poznał Willa i Jade Smithów, którzy pomogli mu nauczyć się angielskiego, oraz zaangażowali do pierwszych projektów telewizyjnych.

## Działania
Cesar Millan specjalizuje się w rehabilitacji agresywnych psów i założył Centrum Psychologii Psa (ang. Dog Psychology Center) w Los Angeles. Millan jest także znany jako autor książek sprzedanych w milionach egzemplarzy napisanych wspólnie z Melissą Jo Peltier.
Część zawodowych treserów uznaje stosowane przez Millana techniki jako niehumanitarne i niezgodne z obecną wiedzą naukową, m.in. z powodu wywoływania u psów niepotrzebnego stresu. Uważają oni, że jego metody ignorują rozwój umysłowy psa i mogą prowadzić do ciężkich zaburzeń behawioralnych.

## Publikacje
W Polsce ukazały się:
- "Zaklinacz psów - proste metody rozwiązywania problemów twojego psa" (ang. "Cesar's Way – The Natural, Everyday Guide to Understading & Correcting Common Dog Problems)
- "Jak zostać przywódcą stada – sposób Cesara, aby odmienić swojego psa i... własne życie" (ang. "Be the pack leader : use Cesar's way to transform your dog... and your life")
- "Jak wychować idealnego psa - w okresie szczenięcym i później" (ang. "How to raise the perfect dog. Through puppyhood and beyond")